# Helina ciliata
Helina ciliata är en tvåvingeart som beskrevs av Karl 1929. Helina ciliata ingår i släktet Helina och familjen husflugor. Arten är reproducerande i Sverige. Inga underarter finns listade i Catalogue of Life.